# Morti nel 1979/Settembre
| Questa pagina contiene informazioni ricavate automaticamente dalle voci biografiche con l'ausilio del template Bio e di un bot. L'aggiornamento è periodico e automatico e ricostruisce completamente la pagina. Se manca una persona in questa lista, sei pregato di non aggiungerla, ma accertati piuttosto che la sua voce biografica contenga il template Bio e che i dati anagrafici siano correttamente compilati. Se il template Bio manca, inseriscilo tu stesso o, in alternativa, metti l'avviso {{tmp\|Bio}} che ne segnala la mancanza. Se i dati riportati sono sbagliati, correggi direttamente la voce biografica; le modifiche saranno visibili in questa lista entro pochi giorni. Per chiarimenti vedi il progetto biografie. La lista contiene solo le 95 persone che sono citate nell'enciclopedia e per le quali è stato implementato correttamente il template Bio. Pagina aggiornata al 3 mar 2024. |

- 1º settembre - Doris Kenyon, attrice statunitense (n. 1897)
- 1º settembre - Victor Lebrun, scrittore e attivista francese (n. 1882)
- 1º settembre - Emanuele Terrana, politico italiano (n. 1923)
- 2 settembre - Felix Aylmer, attore britannico (n. 1889)
- 2 settembre - Jacques Février, pianista francese (n. 1900)
- 3 settembre - Juan Pablo Pérez Alfonzo, diplomatico, politico e avvocato venezuelano (n. 1903)
- 4 settembre - Guy Bolton, librettista e scrittore inglese (n. 1884)
- 4 settembre - Francisco Gibert, pallanuotista spagnolo (n. 1900)
- 4 settembre - Anton Milkov, calciatore bulgaro (n. 1954)
- 4 settembre - Ernest Peppiatt, sollevatore britannico (n. 1917)
- 4 settembre - Jef van de Wiele, politico belga (n. 1903)
- 5 settembre - John Bradburne, missionario inglese (n. 1921)
- 5 settembre - Roman Ghirshman, archeologo e iranista francese (n. 1895)
- 5 settembre - Vito Sanzo, politico italiano (n. 1913)
- 5 settembre - Nat Simon, compositore, pianista e paroliere statunitense (n. 1900)
- 5 settembre - Hermann von Wissmann, geografo e esploratore austriaco (n. 1895)
- 5 settembre - Alberto di Jorio, cardinale e arcivescovo cattolico italiano (n. 1884)
- 6 settembre - Ronald Binge, compositore e arrangiatore britannico (n. 1910)
- 6 settembre - Joachim Jeremias, teologo e orientalista tedesco (n. 1900)
- 7 settembre - Rita Hovink, cantante olandese (n. 1944)
- 7 settembre - I. A. Richards, critico letterario, scrittore e insegnante britannico (n. 1893)
- 8 settembre - Ugo Montemurro, generale italiano (n. 1891)
- 8 settembre - Vidoe Smilevski, politico jugoslavo (n. 1915)
- 8 settembre - Billy Taylor Jr., hockeista su ghiaccio canadese (n. 1942)
- 8 settembre - Mario Tozzi, pittore italiano (n. 1895)
- 8 settembre - Hilda di Lussemburgo, principessa lussemburghese (n. 1897)
- 9 settembre - Joseph Louis Aldée Desmarais, vescovo cattolico canadese (n. 1891)
- 9 settembre - André Meyer, banchiere francese (n. 1898)
- 10 settembre - Franklin Adreon, regista e produttore cinematografico statunitense (n. 1902)
- 10 settembre - Charles Fauvel, progettista e aviatore francese (n. 1904)
- 10 settembre - Agostinho Neto, politico e poeta angolano (n. 1922)
- 10 settembre - Federico Pezzullo, vescovo cattolico italiano (n. 1890)
- 10 settembre - Ādolfs Sīmanis, calciatore lettone (n. 1909)
- 10 settembre - Mahmud Taleghani, teologo iraniano (n. 1911)
- 11 settembre - Xanti Schawinsky, designer, fotografo e pittore svizzero (n. 1904)
- 12 settembre - Filadelfio Caroniti, funzionario e politico italiano (n. 1906)
- 12 settembre - Filippo Caruso, generale e partigiano italiano (n. 1884)
- 12 settembre - Les Clark, animatore e regista statunitense (n. 1907)
- 12 settembre - Joseph Frantz, militare e aviatore francese (n. 1890)
- 12 settembre - Jocelyne LaGarde, attrice francese (n. 1924)
- 12 settembre - François Masai, filologo e storico belga (n. 1909)
- 12 settembre - Aleksandr Veniaminovič Mačeret, regista cinematografico sovietico (n. 1896)
- 12 settembre - Josef Müller, politico tedesco (n. 1898)
- 13 settembre - Gino de Giorgi, ammiraglio italiano (n. 1914)
- 13 settembre - Pengiran Anak Damit, regina bruneiana (n. 1924)
- 14 settembre - Piero Gazzola, architetto e ingegnere italiano (n. 1908)
- 14 settembre - Pastora Imperio, ballerina, cantante e attrice spagnola (n. 1887)
- 14 settembre - Nur Mohammad Taraki, politico afghano (n. 1913)
- 15 settembre - Max Klausen, agente segreto tedesco (n. 1899)
- 15 settembre - Filippo Sgarlata, medaglista italiano (n. 1901)
- 15 settembre - Vincenzo Torraca, giornalista e impresario teatrale italiano (n. 1887)
- 16 settembre - Nat Hickey, cestista, giocatore di baseball e allenatore di pallacanestro statunitense (n. 1902)
- 16 settembre - Gio Ponti, architetto e designer italiano (n. 1891)
- 17 settembre - Günther Jachmann, filologo classico tedesco (n. 1887)
- 17 settembre - Arturo Schaerer, giornalista e imprenditore paraguaiano (n. 1907)
- 17 settembre - Mitsuru Yoshida, ufficiale e scrittore giapponese (n. 1923)
- 18 settembre - Jean Leflon, presbitero e storico francese (n. 1893)
- 19 settembre - Jerry Mullen, cestista statunitense (n. 1933)
- 20 settembre - Ismail Nasiruddin di Terengganu, sovrano malese
- 20 settembre - Emil Buchar, astronomo cecoslovacco (n. 1901)
- 20 settembre - Paul Dubov, attore e sceneggiatore statunitense (n. 1918)
- 20 settembre - Pierre Goldman, anarchico francese (n. 1944)
- 20 settembre - Ludvík Svoboda, generale e politico cecoslovacco (n. 1895)
- 22 settembre - Charles Ehresmann, matematico francese (n. 1905)
- 22 settembre - Otto Robert Frisch, fisico austriaco (n. 1904)
- 22 settembre - Abu l-A'la Maududi, teologo, politico e filosofo pakistano (n. 1903)
- 23 settembre - Vasif Biçaku, calciatore albanese (n. 1922)
- 24 settembre - Michelangelo Abbado, violinista italiano (n. 1900)
- 24 settembre - Vasco Bergamaschi, ciclista su strada e dirigente sportivo italiano (n. 1909)
- 24 settembre - Carl Laemmle Jr., produttore cinematografico statunitense (n. 1908)
- 24 settembre - Herman Lukoff, informatico statunitense (n. 1923)
- 24 settembre - Wim Tap, calciatore olandese (n. 1903)
- 25 settembre - Luigi Bacciconi, politico italiano (n. 1898)
- 25 settembre - Jurij Kovalëv, calciatore sovietico (n. 1934)
- 25 settembre - Lenin Mancuso, poliziotto italiano (n. 1922)
- 25 settembre - Tapio Rautavaara, giavellottista, cantante e attore finlandese (n. 1915)
- 25 settembre - Cesare Terranova, politico e magistrato italiano (n. 1921)
- 26 settembre - Philippe Erulin, ufficiale francese (n. 1932)
- 26 settembre - Arthur Hunnicutt, attore statunitense (n. 1910)
- 26 settembre - Aleksandra L'vovna Tolstaja, attivista russa (n. 1884)
- 27 settembre - Johanna Eck (n. 1888)
- 27 settembre - Gracie Fields, attrice, cantante e comica inglese (n. 1898)
- 27 settembre - Jimmy McCulloch, musicista e cantautore scozzese (n. 1953)
- 27 settembre - Rodolfo Melloni, dirigente sportivo italiano (n. 1914)
- 28 settembre - Catherine Hessling, attrice francese (n. 1900)
- 28 settembre - Angiolo Mazzoni, ingegnere e architetto italiano (n. 1894)
- 28 settembre - Lothar Wolleh, fotografo tedesco (n. 1930)
- 29 settembre - Luigi Buccico, giornalista e politico italiano (n. 1933)
- 29 settembre - Marino Carboni, politico e sindacalista italiano (n. 1933)
- 29 settembre - Francisco Macías Nguema, politico equatoguineano (n. 1924)
- 29 settembre - Ludwig Rex, attore tedesco (n. 1888)
- 29 settembre - Ester Toivonen, attrice e modella finlandese (n. 1914)
- 29 settembre - Ivan Aleksandrovič Vyšnegradskij, compositore russo (n. 1893)
- 30 settembre - Lloyd Leith, arbitro di pallacanestro e allenatore di pallacanestro statunitense (n. 1902)
- 30 settembre - Jaap Weber, calciatore olandese (n. 1901)